# Uzo Aduba
Uzoamaka Nwaneka ”Uzo” Aduba, född 10 februari 1981 i Boston, är en amerikansk skådespelare.
Uzo Aduba föddes i Boston och växte upp i Medfield i Massachusetts. Hennes föräldrar kommer från Nigeria och hör till den etniska gruppen igbo. Hon har studerat vid Boston University och under skoltiden tävlade hon i löpning och konståkning.
2004 flyttade hon till New York och började arbeta vid Theater for the New City i East Village. 2007 fick hon en roll i musikalen Coram Boy på Broadway och mellan 2011 och 2012 hade hon en roll i en Broadwayuppsättning av Godspell.
Aduba är bland annat känd för att mellan 2013 och 2019 ha spelat rollen som Suzanne ”Crazy Eyes” Warren i TV-serien Orange Is the New Black. När hon gick på audition provspelade hon inledningsvis för rollen som Janae, som i serien ägnar sig åt löpning, men fick rådet att istället provspela för rollen som ”Crazy Eyes”. För rollen vann hon en Emmy Award 2014 och nominerades i kategorin Bästa kvinnliga biroll i en TV-serie vid Golden Globe-galan 2015. Vid Emmy-galan 2015 prisades hon återigen för sin insats som Crazy Eyes.